# Anicla exuberans
Anicla exuberans là một loài bướm đêm thuộc họ Noctuidae. Loài này có ở miền trung México phía bắc đến the dry interior of miền nam British Columbia, miền nam Alberta và tây nam Saskatchewan.
Sải cánh dài 37–41 mm. Con trưởng thành bay từ tháng 6 đến tháng 8 tùy theo địa điểm. Có một lứa một năm.